# 杉並区立科学館
杉並区立科学館（すぎなみくりつかがくかん）は、かつて存在した東京都杉並区立のプラネタリウム、天体望遠鏡、ホール、実験室等を備えた科学教育を目的とした施設。

## 沿革
- 1969年 - 杉並区立科学教育センターとして発足。同区立学校の児童生徒の教育を中心とした施設。
- 2002年 - 杉並区立科学館と改称。区民の生涯教育の場としても位置付けられる。
- 2016年 - 施設・設備の老朽化のため閉館（3月31日）。今後については、杉並区により「新たな科学教育の拠点づくり」の検討がなされている[1]。

## 設備
- プラネタリウム：五藤光学研究所製。ドームは座席140席、直径15ｍ。開館時からは数度の改修を経て、マニュアル上映の他、オート上映も可能。一般上映は週末か学休期が中心で、学期中は通常区内の小中学校の授業の為に使われた。
- 天体望遠鏡：五藤光学研究所製15 cm屈折赤道儀、日本光学製10 cm屈折赤道儀、45 cmドブソニアン望遠鏡、セレストロン製シュミットカセグレン式望遠鏡などがあった。Daystar社製Hα干渉フィルターも所有し、太陽のプロミネンス、光球の観察も可能としていた。
- 展示ホール：杉並区内在住のノーベル物理学賞受賞者である小柴昌俊博士を記念した展示室などが一般に公開されていた。
- ホール
- 館内には階段も多いが、バリアフリーには対応していなかった。

## 活動
- 天文の夕べ（プラネタリウム上映と天体望遠鏡を使った観測会）
- 科学教室
- サイエンスタイム

## 学芸員
伊東昌市（プラネタリウム、物理主査）

## 跡地
- 杉並区は平成26年3月に区立施設再編整備計画第一次実施プランを作成し、科学館跡地の有効活用を検討し、特別養護老人ホームの整備を行うこととした。
- 平成28年6月に、科学館跡地にユニット型特別養護老人ホーム定員70人以上（併設ショートステイ含む）等の施設を建設・運営する社会福祉法人を募集。

## 交通
JR中央線、東京メトロ丸ノ内線荻窪駅、西武新宿線井荻駅、下井草駅から徒歩15分。荻窪駅または下井草駅から関東バス荻10（下井草駅−荻窪駅間）にて中瀬中学校前下車、徒歩3分。妙正寺公園に隣接。